# En concert à Bercy
Albums de Hubert-Félix Thiéfaine
Paris-Zénith
(1985) Les Fils du coupeur de joints
(2002)
En concert à Bercy est le cinquième album en public d'Hubert-Félix Thiéfaine. Il a été enregistré le 11 décembre 1998, fêtant ses vingt ans de carrière, et explore toute sa discographie d'alors (à l'exception d'Alambic / Sortie Sud), invitant notamment certains de ses anciens musiciens (Claude Mairet, le groupe Machin et Marc Demelemester dit « Rocky »).

## Pistes

### Disque 1
1. L'ascenseur de 22 h 43'
2. Exil sur planète fantôme
3. Autoroutes jeudi d'automne
4. (Talking)
5. 113e cigarette sans dormir
6. Maison Borniol
7. Orphée nonante nuit (sic)
8. Méthode de dissection du pigeon a Zone-La-Ville
9. Groupie 89 Turbo 6
10. Was ist das rock'n'roll
11. Mathématiques souterraines
12. La vierge au Dodge 51
13. Bipède à station verticale
14. Septembre rose
15. Tita dong dong song
16. Je t'en remets au vent

### Disque 2
1. La ballade d'Abdallah Geronimo Cohen
2. Les mouches bleues (avec Marc Demelemester dit « Rocky »)
3. Un automne à Tanger
4. Dans quel état terre
5. Narcisse 81 (avec Claude Mairet)
6. Les Dingues et les Paumés
7. Sweet amanite phalloïde queen
8. Zone chaude, môme
9. La Cancoillotte (avec le groupe Machin)
10. La Philosophie du chaos
11. Le Chaos de la philosophie
12. Exercice de simple provocation avec 33 fois le mot coupable
13. (Talking)
14. Des adieux
15. Loreleï sébasto cha
16. La Fille du coupeur de joints (avec tous les invités)

## Crédits
- Direction d'orchestre : Tony Carbonare
- Chant, guitares : Hubert-Félix Thiéfaine
- Guitares : Patrice Marzin
- Guitares : Serge Chauvin
- Claviers : Jean-Louis Cortes
- Basse, saxophone, harmonica : Philippe Gonand
- Batterie : Jean-Louis Suschetet
- Chœurs : Fabienne Medina, Kim Schmid
- Violons : Isabelle Henrio, Armelle Lecoz
- Violon alto : Laurence Labesse
- Violoncelle : Florence Hennequin

### Invités
- Guitare : Claude Mairet
- Guitare : Marc Demelemester
- Violon : Gilles Kusmerück
- Guitare : Jean-Pierre Robert
- Basse : Tony Carbonare
- Batterie : Jean-Paul Simonin